# Tour d'Armagnac
La Tour d’Armagnac se trouve à Auch, au Sud-Est de la Cathédrale Sainte-Marie sur la place Salinis. Elle a été rénovée en musée du trésor vers la fin de l’année 2013. De nos jours, la tour est privée et les visites interdites mais la découverte extérieure est libre et gratuite.

## Histoire
Au XVe siècle, l’archevêque d'Auch fait construire la tour dans le but d’en faire une prison. Sous l’Ancien Régime, elle se transforme en salle d’archives. Après 1792, à la période de la Terreur, cette tour reprend sa fonction de prison et grâce au coup d’État de Louis Napoléon Bonaparte le 2 décembre 1851, la Tour maintiendra cette fonction. 
Le 17 août 1945, la tour est classée sur la liste des Monuments Historiques, puis au XXIe siècle elle devient privée, et la visite intérieure interdite.

## Fonctions
À l’origine au XIVe siècle, elle servait de prison , puis elle devient un symbole des attributions judiciaires de l'archevêque au Moyen Âge, avant d'être utilisée comme dépôt des archives du chapitre sous l'Ancien Régime puis à nouveau comme prison sous la Terreur gersoise et après le coup d'Etat du 2 décembre 1851.
Un projet d’aménagement des parties basses de la tour d’Armagnac permettra de valoriser sous peu le trésor de la Cathédrale, à proximité de l'Escalier monumental.

## Architecture
La tour fait 40 mètres de haut, comporte sept étages, avec une cellule à chaque étage (4 à 5m²) dont la plus haute donne accès aux quatre points cardinaux. Les murs sont d’une épaisseur de deux mètres. Depuis la Tour, une vue globale de la ville d’Auch ou sur la Cathédrale, selon le point de vue, s’offrent à l'observateur. Bien que les visites internes soient interdites, des images panoramiques des différentes cellules sont tout de même disponibles.